# Władysław Gosiewski
Władysław Gosiewski (ur. 8 czerwca 1844 w Honiatynie koło Tomaszowa Lubelskiego, zm. 16 kwietnia 1911 w Wołominie) – polski matematyk, logik i fizyk.

## Życiorys
Pochodził z rodziny ziemiańskiej, był synem Michała i Katarzyny z Borkowskich. W 1863 ukończył gimnazjum w Lublinie. Po studiach w Szkole Głównej Warszawskiej i na uniwersytecie w Paryżu uczył matematyki w III rosyjskim gimnazjum klasycznym w Warszawie, warszawskich szkołach realnych oraz Szkole Handlowej Kronenberga. Od 1872 był jednocześnie urzędnikiem w Towarzystwie Kredytowym w Warszawie. W 1891 został członkiem korespondentem Akademii Umiejętności w Krakowie, a w 1907 był w gronie członków założycieli Towarzystwa Naukowego Warszawskiego. Był współwydawcą Prac Matematyczno-Fizycznych i Wiadomości Matematycznych. W życiu prywatnym był samotny, został pochowany na cmentarzu parafialnym w Kobyłce.

## Wybrane prace
Wydał drukiem 67 książek, artykułów, rozpraw. Pierwsze jego prace, pisane dla paryskiego Pamiętnika nawiązywały do rozprawy magisterskiej z 1868 i dotyczyły teorii sprężystości, kolejne rachunku prawdopodobieństwa i fizyki teoretycznej.
- Wykład mechaniki cząsteczkowej (molekularnej). T. 1, Z. 1. Część różniczkowa. (1873)
- Przegląd krytyczny różnych teoryj o ciśnieniu w gazach (1874)